# Antoinette Dinga Dzondo
Antoinette Dinga Dzondo (también Dinga-Dzondo, Sibiti, 16 de abril de 1955) es una economista y política congoleña, que se desempeñó como Ministra de Asuntos Sociales y Acción Humanitaria de la República del Congo entre 2016 y 2021.

## Vida personal
Antoinette Dinga Dzondo nació en Sibiti, en el departamento de Lékoumou, en la República del Congo. Estudió en la Universidad de Ciencia y Tecnología de Lille en Francia, donde obtuvo una licenciatura en economía en 1979, una maestría en 1980, un diploma de estudios avanzados en 1981 y un doctorado en ciencias económicas en 1984. 

## Carrera profesional
De 1984 a 1985, Dinga Dzondo trabajó como pasante en el Ministerio de Finanzas de la República del Congo. Entre 1985 y 1992, trabajó para la Comunidad Económica de los Estados de África Central, y de 1992 a 2016, trabajó para el Banco Africano de Desarrollo. Mientras estuvo en el Banco Africano de Desarrollo, trabajó para el Fondo Monetario Internacional como parte de un programa de intercambio y también trabajó durante cinco años en Burkina Faso . 
En 2016, Dinga Dzondo fue nombrada Ministra del Congo de Asuntos Sociales y de la acción humanitaria en el Gabinete de Clément Mouamba, en reemplazo de Émilienne Raoul, quien había ocupado el cargo durante 14 años. Mantuvo el cargo en el segundo gabinete de gobierno de Mouamba en 2017 En ese puesto, lideró la respuesta a una crisis humanitaria en Kindamba y el Departamento de Pool, con una inversión de $ 47 millones, incluidas donaciones de Estados Unidos, la Agencia de Cooperación Técnica y Desarrollo y el Programa Mundial de Alimentos. También apoyó a los refugiados ruandeses que regresan a su país de origen. En 2017, había 100.000 refugiados ruandeses en Brazzaville, y Dinga Dzondo dijo que no se verían obligados a regresar a Ruanda.
En 2019, Dinga Dzondo anunció un acuerdo por alrededor de 300 millones de francos congoleños de la Cruz Roja China para ayudar a las víctimas de las inundaciones, con otros 170 millones de francos (alrededor de 2 millones de yuanes chinos) prometidos en el futuro. En 2020, Dinga Dzondo anunció un fondo de 12,7 mil millones de francos (21,3 millones de dólares) para ayudar a los refugiados con sede en el Congo a sobrevivir y regresar a casa. También consiguió alrededor de 760 millones de francos (alrededor de 150 millones de yenes japoneses) en ayuda financiera de Japón. Durante la pandemia de COVID-19, Dinga Dzondo organizó pagos de 50.000 francos congoleños a los afectados en Brazzaville.
En mayo de 2021 fue reemplazada en el cargo por Irène Mboukou, nombrada en el cargo por Anatole Collinet Makosso. 